# 総合関関戦
総合関関戦（そうごうかんかんせん、英語表記：関学主催年All Kwan-Kan Games・関大主催年All Kan-Kwan Games）は、関西大学（関大）と関西学院大学（関学）とのスポーツ対抗戦における関関戦を発展させた、大学間での総合対抗戦のことである。
両校とも頭文字が「関」のため早慶戦（慶早戦）・同立戦（立同戦）のように「どちらが先か」との論争については、日本語表記では起きることはないが、両校の英文表記はそれぞれ「Kansai University」と「Kwansei Gakuin University」であり、「関」の部分の綴りが異なるため、英文表記については1年ごとに変わる主催校の方を先に表記するようにしている。

## 概要

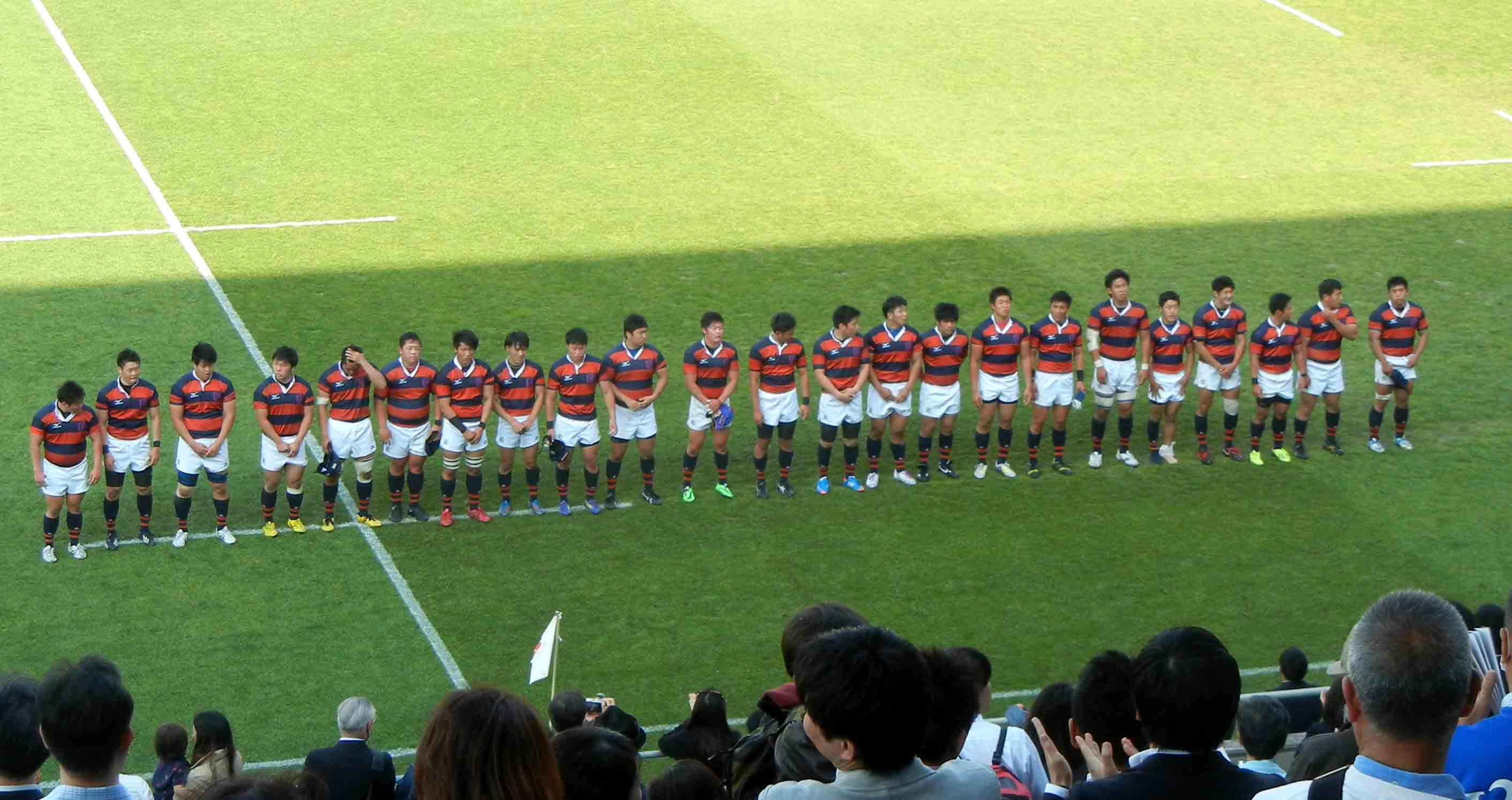
関西学院大学ラグビー部の選手

### 歴史
1970年代から、スポーツ推薦入学の廃止等が要因となって、関西大学と関西学院大学共に学生スポーツの低迷が始まった。特に硬式野球部は、1960年代前半の関西大学野球連合設立以降、関学や立命館がたびたび旧関西六大学野球リーグから下部リーグへ転落し、東京六大学野球の早慶戦に匹敵する人気と伝統を持つ関関戦や同立戦が実施できないという状況がしばしば発生した。危機感をもった両校は、その打開策の一つとして、大学間での総合対抗戦、すなわち総合関関戦を1978年（昭和53年）より開始した。
1978年（昭和53年）、関西大学と関西学院大学の両校が、同じ日程・同じ場所で対決するという形式で始まった伝統の一戦である。両校の体育会に勝敗を決めることができる同一競技のクラブがある場合は、すべてのクラブで対戦が行われる。
対戦種目は、野球、テニス、バレーボール、ホッケー、古武道、なぎなた、射撃、合気道、漕艇、相撲、ラグビー、フェンシング、アメリカンフットボール、ゴルフ、自動車競技、航空機競技など極めて多岐にわたり、勝利数の多かった大学がその年の総合優勝校となるというのが特徴である。ワンダーフォーゲルなどは勝敗を決めることができないので、両校の体育会にクラブがあるが総合関関戦に参加しない。合気道は勝敗に無関係の演武を披露する。ラクロスは関学側だけが体育会に参加しているため、関学のラクロス部と関大のラクロス同好会が公開競技を行う。

### 対戦方法
いわゆるホーム・アンド・アウェーの方式に準じて、西暦の奇数年は関学が、偶数年は関大が主催し、主催大学の体育施設を主会場として行われる。
6月中旬の週末を含む3日間で行われるが、スキーのように夏季に不可能な競技や、ゴルフ、ヨット、漕艇などの大学内での開催が不可能な競技、リーグ戦の都合によりやむを得ず別日程の対戦を組まざるを得ない場合は、「前哨戦」として別日程に対戦が組まれ、その結果を総合成績に組み入れる。もちろん、大学外での開催が本日程と同時に開催できる場合は、前哨戦扱いはされない。
6月初めの週末には「前夜祭」と称して両校応援団による応援合戦が行われる。前夜祭と称しているが、現在は昼間に行われている。関大主催年はJR吹田駅駅前広場（さんくす夢広場・2016年までは千里セルシー）で、関学主催年はグンゼタウンセンター つかしんか阪急西宮ガーデンズで開催される。

### 対戦成績
1978年（昭和53年）から2019年（令和元年）までの対戦成績は、24勝17敗で関学がリードしている。2007年（平成19年）の第30回大会は、関学で麻疹が流行したことにより中止となった。関学は2009年から2017年まで9連覇したが、2018年は10年ぶりに関大が総合優勝した。なお、2019年には史上初の引き分けとなった。2020年は、新型コロナウイルスによる感染防止のため、中止となった。中止となるのは13年ぶり2度目。2021年も同じく新型コロナウイルスにより、2年連続3度目の中止となった。
両校の併設高等学校である、関西大学第一高等学校、関西学院高等部の間でも同じく関関戦が行われている。さらに2004年（平成16年）度からは、同じく併設中学校の関西大学第一中学校、関西学院中学部でも行われるようになった。

## 各年の総合成績
| 回     | 年度   | 関学  | 関大  | 引分 |
| ------ | ------ | ----- | ----- | ---- |
| 第1回  | 1978年 | ●8勝  | 15勝○ | 3分  |
| 第2回  | 1979年 | ○15勝 | 14勝● | 3分  |
| 第3回  | 1980年 | ●16勝 | 17勝○ | 3分  |
| 第4回  | 1981年 | ○17勝 | 16勝● | 5分  |
| 第5回  | 1982年 | ●13勝 | 19勝○ | 2分  |
| 第6回  | 1983年 | ●16勝 | 17勝○ | 1分  |
| 第7回  | 1984年 | ●16勝 | 18勝○ | 3分  |
| 第8回  | 1985年 | ○22勝 | 13勝● | 2分  |
| 第9回  | 1986年 | ●16勝 | 19勝○ | 2分  |
| 第10回 | 1987年 | ●8勝  | 25勝○ | 4分  |
| 第11回 | 1988年 | ○16勝 | 15勝● | 1分  |
| 第12回 | 1989年 | ●15勝 | 19勝○ | 1分  |
| 第13回 | 1990年 | ●16勝 | 19勝○ | 2分  |
| 第14回 | 1991年 | ●11勝 | 21勝○ | 5分  |
| 第15回 | 1992年 | ●12勝 | 22勝○ | 3分  |
| 第16回 | 1993年 | ○20勝 | 14勝● | 3分  |
| 第17回 | 1994年 | ○20勝 | 12勝● | 5分  |
| 第18回 | 1995年 | ●14勝 | 17勝○ | 6分  |
| 第19回 | 1996年 | ○19勝 | 16勝● | 2分  |
| 第20回 | 1997年 | ○19勝 | 13勝● | 5分  |

| 回     | 年度   | 関学               | 関大               | 引分               |
| ------ | ------ | ------------------ | ------------------ | ------------------ |
| 第21回 | 1998年 | ●16勝              | 17勝○              | 4分                |
| 第22回 | 1999年 | ○18勝              | 13勝●              | 2分                |
| 第23回 | 2000年 | ○19勝              | 14勝●              | 4分                |
| 第24回 | 2001年 | ○21勝              | 13勝●              | 2分                |
| 第25回 | 2002年 | ●16勝              | 17勝○              | 4分                |
| 第26回 | 2003年 | ○21勝              | 13勝●              | 2分                |
| 第27回 | 2004年 | ○17勝              | 16勝●              | 4分                |
| 第28回 | 2005年 | ○18勝              | 14勝●              | 5分                |
| 第29回 | 2006年 | ●10勝              | 21勝○              | 3分                |
| 第30回 | 2007年 | 麻疹流行のため中止 | 麻疹流行のため中止 | 麻疹流行のため中止 |
| 第31回 | 2008年 | ●12勝              | 20勝○              | 4分                |
| 第32回 | 2009年 | ○20勝              | 11勝●              | 3分                |
| 第33回 | 2010年 | ○19勝              | 12勝●              | 4分                |
| 第34回 | 2011年 | ○18勝              | 13勝●              | 0分                |
| 第35回 | 2012年 | ○18勝              | 14勝●              | 1分                |
| 第36回 | 2013年 | ○19勝              | 13勝●              | 3分                |
| 第37回 | 2014年 | ○19勝              | 15勝●              | 3分                |
| 第38回 | 2015年 | ○20勝              | 11勝●              | 3分                |
| 第39回 | 2016年 | ○17勝              | 15勝●              | 0分                |
| 第40回 | 2017年 | ○17勝              | 15勝●              | 4分                |

| 回       | 年度     | 関学                                   | 関大                                   | 引分                                   |
| -------- | -------- | -------------------------------------- | -------------------------------------- | -------------------------------------- |
| 第41回   | 2018年   | ●15勝                                  | 17勝○                                  | 5分                                    |
| 第42回   | 2019年   | △17勝                                  | 17勝△                                  | 3分                                    |
| 第43回   | 2020年   | 新型コロナウイルスの感染拡大のため中止 | 新型コロナウイルスの感染拡大のため中止 | 新型コロナウイルスの感染拡大のため中止 |
| 第44回   | 2021年   | 新型コロナウイルスの感染拡大のため中止 | 新型コロナウイルスの感染拡大のため中止 | 新型コロナウイルスの感染拡大のため中止 |
| 通算成績 | 通算成績 | 23勝                                   | 17勝                                   | 1分                                    |